# Ceratozetella translamellata
Ceratozetella translamellata är en kvalsterart som först beskrevs av Shaldybina 1970.  Ceratozetella translamellata ingår i släktet Ceratozetella och familjen Ceratozetidae. Inga underarter finns listade i Catalogue of Life.